# 6709 Хіроміюкі
6709 Хіроміюкі (6709 Hiromiyuki) — астероїд головного поясу, відкритий 2 лютого 1989 року.
Тіссеранів параметр щодо Юпітера — 3,541.